# Bulbocodi
Colchicum bulbocodium, el bulbocodi o còlquic de primavera, és una espècie del gènere Colchicum, que actualment s'inclou dins de la família colquicàcies, encara que tradicionalment formava part de la gran família de les liliàcies. És una planta bulbosa alpina originària de les serralades muntanyoses del centre i el sud d'Europa, des dels Pirineus i els Alps, fins al Caucas.

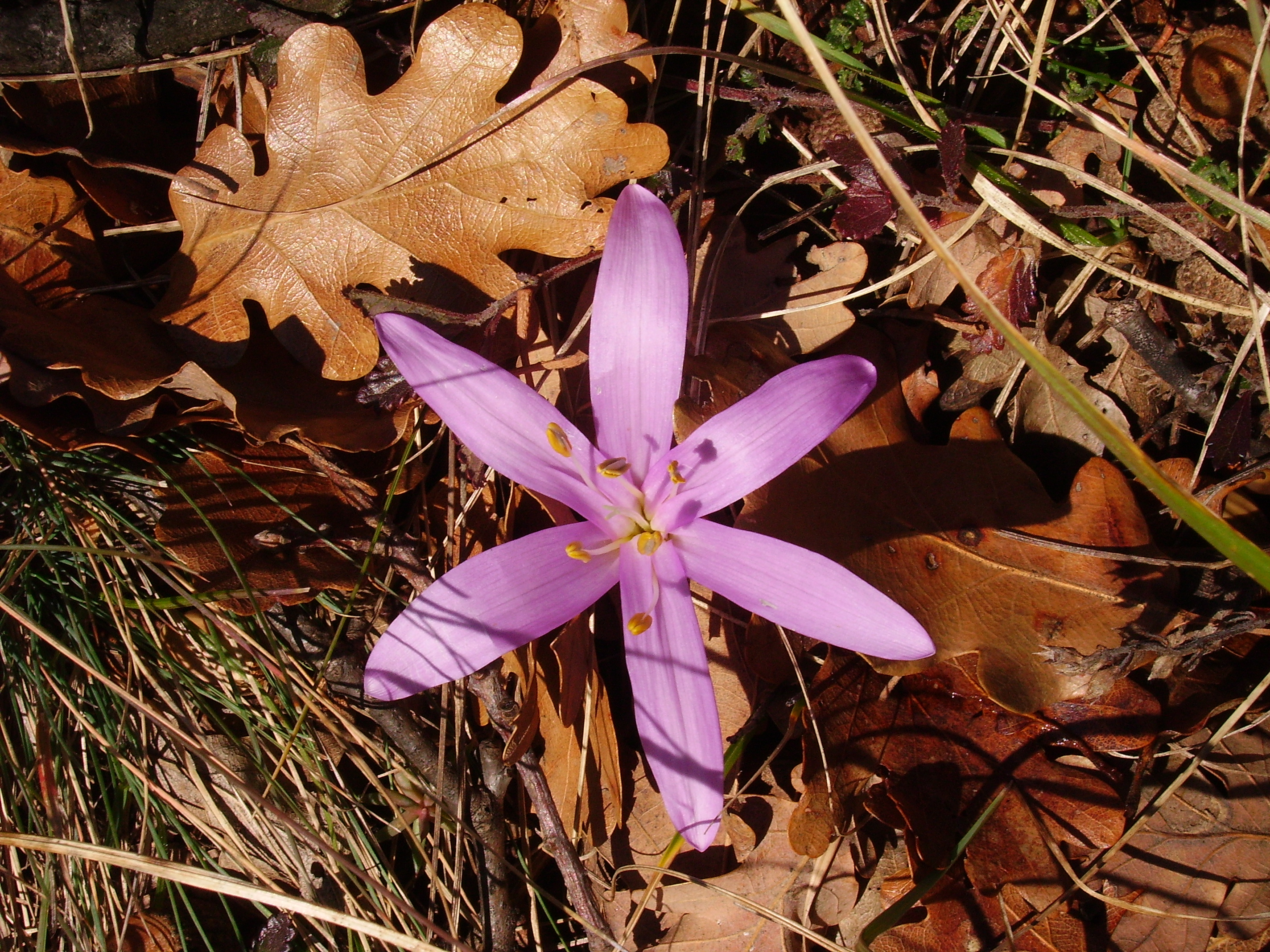
Bulbocodium vernum (Suïssa)

## Morfologia
El bulbocodi neix d'un bulb a la primavera (d'abril a juny) i arriba als 7-15 cm d'alçada. Les fulles, llargament linears i obtuses, poden arribar a mesurar entre 5 i 15 cm i apareixen al mateix temps que les flors, de color rosa-lilós, estretament lanceolades, de 3 a 8 cm de diàmetre.
S'assemblen molt a les flors del safrà de muntanya, però el bulbocodi, com totes les espècies que pertanyien a les liliàcies, te sis estams i no tres (com les iridàcies). A diferència de la resta de representants del gènere (que tenen tres estils separats pràcticament des de la base), el bulbocodi te un sol estil, ramificat al final en tres estigmes. Per això, segons alguns autors, es pot classificar dins d'un gènere separat Bulbocodium. Com totes les espècies del gènere Colchicum, és una planta verinosa.

## Ecologia
Es una planta pròpia dels prats de muntanya que prefereix sòls profunds sobre terrenys carbonatats. Té com a estratègia florir ben aviat, a principis de primavera o just quan marxa la neu, evitant així la competència amb altres espècies més robustes que apareixeran més tard. La resta de còlquics, amb els quals es podria confondre apareixen a finals d'estiu o principis de tardor.

## Sinònims
•	Bulbocodium vernum L.